# Bakyt Beshimov
Bakyt Beshimov (en ruso: Бактыбек Жолчубекович Бешимов; n. 1954) es un político kirguís, parlamentario y presidente del Partido Socialdemócrata de Kirguistán desde 2011 hasta 2017. Durante los regímenes de Askar Akayev y Kurmanbek Bakíev, fue un importante líder opositor, junto a Almazbek Atambáyev y Rosa Otunbáeva, famoso por sus opiniones liberales.

## Biografía

### Primeros años
Beshimov nació en Osh en 1954, en una familia de maestros. Su padre era profesor en la Universidad Estatal de Osh, universidad de la que Beshimov se convertiría en decano más tarde. Se graduó de la Escuela de Lomonosov. Beshimov se graduó con un doctorado de Historia en la Universidad Nacional Estatal de Kirguistán en 1977.
Tras graduarse, Beshimov comenzó su carrera en la facultad como profesor de la Universidad Nacional Estatal de Kirguistán. En 1991 fue nombrado como el presidente de la Universidad Estatal de Osh, convirtiéndose en el presidente más joven de una universidad en Kirguistán. De 2006 a 2008 Beshimov serviría como vicepresidente de la Universidad Americana de Asia Central.

### Carrera política

#### Régimen de Akayev
Mientras se desempeñaba como presidente de la Universidad Estatal de Osh, tras la independencia del país de la Unión Soviética en 1991, Beshimov fue cada vez más franco en sus críticas hacia el entonces presidente Askar Akayev. Las reformas eficaces de la Universidad Estatal de Osh le ganaron gran popularidad entre los estudiantes. Por lo tanto, los estudiantes protestaron, cuando la actividad política de Beshimov le llevó a ser despedido. Ese mismo año Beshimov participó en las elecciones por un puesto parlamentario recientemente abierto de un distrito en Osh, y obtuvo una victoria aplastante. Beshimov se convirtió en un prominente líder de la oposición. Hubo numerosos intentos de asesinato y fue encarcelado una vez por el régimen de Akayev.
Beshimov desempeñó un papel importante en las negociaciones con Askar Akayev a la hora de tratar con la oposición. En virtud del acuerdo alcanzado en el año 2000, Beshimov fue designado como embajador de Kirguistán de la India con acreditación simultánea para Bangladés, Nepal y Sri Lanka. Tras la Revolución de los Tulipanes, Beshimov regresó a Kirguistán en junio de 2005 para ser vicerrector de la Universidad Americana de Asia Central.

#### Gobierno de Bakíev

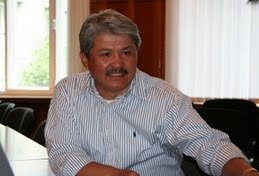
Beshimov en 2007.

Inicialmente, Beshimov fue un gran defensor y creyente en la Revolución de los Tulipanes. Sin embargo, después de que el nuevo gobierno de Kurmanbek Bakíev incumpliera sus promesas de recortar los poderes presidenciales, y empezara a dirigirse cada vez más hacia un régimen dictatorial, Beshimov volvió a la vida política para criticar a Bakíev. Fue uno de los primeros políticos en Kirguistán en usar Internet para comunicarse activamente con los jóvenes y escuchar sus propuestas. En diciembre de 2007, durante las Elecciones parlamentarias de Kirguistán de 2007, como miembro del Partido Socialdemócrata de Kirguistán, fue elegido para ocupar un cargo en el Consejo Supremo.
Durante su período en el parlamento, Beshimov participó en organizar medidas políticas que impidieran la injerencia extranjera de otros miembros de la Organización de Cooperación de Shanghái en los asuntos internos de Kirguistán. También se vio bajo mucha presión como el único parlamentario que votó en contra del fin del contrato con Estados Unidos para preservar la base aérea de Manas. La discusión sobre la importancia de una base aérea estadounidense para la seguridad en Asia Central creó una mayor división entre Beshimov y el gobierno "pro-ruso" de Bakiyev.
Durante las elecciones presidenciales de Kirguistán de 2009, Beshimov fue director de campaña de la oposición unificada. Tal elección fue considerada "fraudulenta" por la prensa internacional tras la victoria aplastante de Bakíev. Beshimov denunció el fraude y afirmó que, según las encuestas, el candidato opositor Almazbek Atambáyev había recibido poco más del 50% de los votos. Tras estas declaraciones, fue puesto bajo vigilancia estatal y en diversas ocasiones declararía que tenían intenciones de matarlo. Posteriormente, se pronunció contra el nombramiento del hijo de Bakíev como jefe de la Agencia Central para el Desarrollo, la Invención y la Innovación, acusándolo de nepotismo. Beshimov declaró que desde esa posición, el hijo de Bakíev diseñó varios atentados contra su vida.
En 2009 Beshimov presentó una demanda a la Corte Constitucional de Kirguistán contra Bakíev. La base para su demanda era que Bakíev, al ser un activo militante de su partido político, Ak Jol, estaba violando los principios constitucionales que declaraban la neutralidad del presidente durante su mandato. El tribunal rechazó la reclamación. Después de un tiempo siendo acosado por el gobierno y de sufrir un nuevo atentado contra su vida, Beshimov se vio obligado a abandonar el país a finales de ese mismo año.

#### Tras la Revolución Kirguisa
Después de la revolución kirguisa de abril de 2010, que derrocó a Bakíev y estableció una democracia parlamentaria en Kirguistán, Beshimov regresó al país y se le ofreció el cargo de embajador en los Estados Unidos, cargo que rechazó. Posteriormente, declararía que los disturbios étnicos entre uzbekos y kirguises ocurridos durante la revolución fueron incitados desde el exterior. Beshimov testificó ante la Comisión de Helsinki con ese punto de vista el 27 de junio de 2010.
Desde el 23 de septiembre de 2011, suplantó a Almazbek Atambáyev como líder del Partido Socialdemócrata de Kirguistán, luego de que Atambáyev tuviera que dejar el cargo al ser electo presidente del país.